# Wapen van Sao Tomé en Principe

Wapen van Sao Tomé en Principe

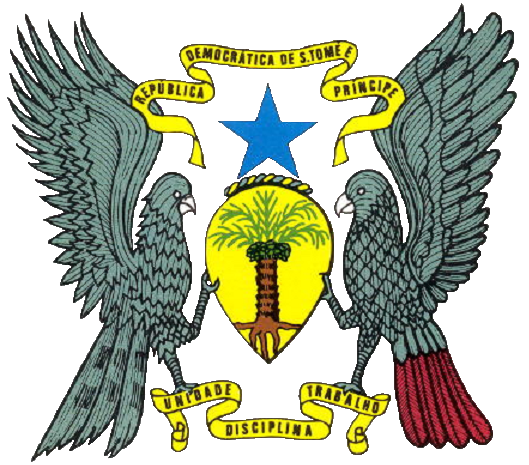
Een andere interpretatie van het wapen

Het wapen van Sao Tomé en Principe is sinds de onafhankelijkheid op 12 juli 1975 het officiële symbool van de republiek Sao Tomé en Principe.

## Ontwerp
Het wapen bestaat uit een valk (links) en een papegaai (rechts) die samen een schild vasthouden met daarop een palmboom. Boven het schild staat een blauwe ster. Boven die ster is een band met daarop de officiële naam van het land: "República Democrática de São Tomé e Príncipe"; beneden het schild is een band met daarop het nationale motto: "Unidade, Disciplina, Trabalho" ("eenheid, discipline, arbeid").

## Historische wapens

Wapen van Portugees Sao Tomé en Principe tussen 8 mei 1935 en 11 juni 1951
Wapen van Portugees Sao Tomé en Principe tussen 11 juni 1951 en 12 juli 1975
Detailopname van het wapen tussen 8 mei 1935 en 12 juli 1975

## Trivia
Het Santomees voetbalelftal wordt ook wel Selecção de Falcão e Papagaio (Selectie van Valk en Papegaai) genoemd naar dit wapen.